# IOI Group
Pour les articles homonymes, voir IOI.
IOI Group est une entreprise productrice d’huile de palme basée à Putrajaya, en Malaisie. Elle est dirigée par le milliardaire Lee Shin Cheng.

## Critique
Unilever et Neste Oil sont parmi les clients du groupe. Il a été accusé de la destruction illégale des forêts et l'assèchement des zones humides qui constituent des habitats importants pour des espèces en voie de disparition.